# Stefan Bronarski
Stefan Bronarski, ps. „Liść”, „Ordon”, „Zygmunt”, „Roman” (ur. 17 sierpnia 1916 w Płocku, zm. 18 stycznia 1951 w Warszawie) – żołnierz TAP, NSZ, AK i NZW, komendant Okręgu XXIII NZW Mazowsze Zachodnie w latach 1946–1948.

## Życiorys
Był synem Teodora Bronarskiego i Heleny z domu Pilarska. Uczęszczał do Szkoły Ćwiczeń i Gimnazjum im. Władysława Jagiełły w Płocku. W latach 1937–1938 służył w Szkole Podchorążych Rezerwy Piechoty w Pułtusku. Następnie rozpoczął studia w Szkole Głównej Gospodarstwa Wiejskiego w Warszawie, które przerwał wybuch wojny. Uczestniczył w wojnie obronnej 1939 r. w obronie stolicy. Wzięty do niewoli niemieckiej przebywał krótko w obozie jenieckim w Aupitz koło Berlina. Pod koniec 1939 r. powrócił do Warszawy, gdzie wstąpił do konspiracji w TAP. Od 1942 r. był członkiem Narodowych Sił Zbrojnych; działał w strukturach NSZ w Płocku, a następnie w Pułtusku. Po scaleniu NSZ z AK wiosną 1944 r., został szefem Kedywu w sztabie Inspektoratu Płocko-Sierpeckiego AK. Po zajęciu ziem polskich przez Armię Czerwoną pozostał w konspiracji. W styczniu 1945 r. objął funkcję zastępcy komendanta Podokręgu Północnego NZW, a w 1946 r. – komendanta nowo utworzonego Okręgu XXIII Mazowsze Zachodnie NZW. Powołał tzw. patrole do walki z bezprawiem, które operowały w powiatach: Lipno, Mława, Płock, Płońsk, Rypin, Sierpc i Włocławek. 5 lipca 1946 r. oddział rozbił posterunek MO w Lipnie.
26 września 1948 r. został aresztowany przez UB wraz z pozostałymi członkami komendy Okręgu oraz oskarżony wraz z Janem Przybyłowskim, Wiktorem Stryjewskim i Jerzym Wierzbickim o udział w „nielegalnych organizacjach AK i NSZ”, współpracę z Niemcami i walkę z „patriotycznie nastawionymi partyzantami GL i AL”. Po bardzo brutalnym śledztwie 3 lipca 1950 r. Wojskowy Sąd Rejonowy w Warszawie pod przewodnictwem Mieczysława Widaja skazał go w procesie nr.akt.Sr.750 na podst. 1 §1 Dekr. 31.08.1944 r. na 5-krotną karę śmierci. 18 stycznia 1951 r. został stracony w więzieniu mokotowskim. Grób symboliczny znajduje się na Cmentarzu Wojskowym na Powązkach w Warszawie w Kwaterze „Na Łączce”.

## Odznaczenia
- Krzyż Walecznych – styczeń 1945[2]